# باري أنسورث
باري أنسورث (بالإنجليزية: Barry Unsworth)‏ (18 أغسطس 1930 في المملكة المتحدة - 4 يونيو 2012، بيروجيا في إيطاليا)؛ كاتب وروائي بريطاني. درس في جامعة مانشستر.

## الجوائز
- جائزة بوكر الأدبية

## روابط خارجية
- باري أنسورث على موقع IMDb (الإنجليزية)
- باري أنسورث على موقع إن إن دي بي (الإنجليزية)
- باري أنسورث على موقع قاعدة بيانات الفيلم (الإنجليزية)